# 国际滑雪和单板滑雪联合会
国际滑雪和单板滑雪联合会（法語：Fédération Internationale de Ski et de Snowboard，縮寫：FIS），曾稱國際滑雪總會，是由14個國家協會於1924年在法國霞慕尼成立，到目前已有135個成員國。而由於滑雪是冬季奧運會中主要的項目之一，因此國際滑總是冬季奧運聯合會的成員之一。
2022年5月26日，FIS批准更名決議，加入snowboard一詞，更名为“国际滑雪和单板滑雪联合会”。

## 管理項目及相關錦標賽
| 大項       | 小項             | 錦標賽                   |
| ---------- | ---------------- | ------------------------ |
| 高山滑雪   | 高山混合式       | 世界高山滑雪錦標賽       |
| 高山滑雪   | 滑降             | 世界高山滑雪錦標賽       |
| 高山滑雪   | 超级大回转       | 世界高山滑雪錦標賽       |
| 高山滑雪   | 大曲道           | 世界高山滑雪錦標賽       |
| 高山滑雪   | 回转             | 世界高山滑雪錦標賽       |
| 高山滑雪   | 平行             | 世界高山滑雪錦標賽       |
| 北歐式滑雪 | 越野滑雪         | 世界北歐式滑雪錦標賽     |
| 北歐式滑雪 | 跳台滑雪         | 世界北歐式滑雪錦標賽     |
| 北歐式滑雪 | 北歐混合式       | 世界北歐式滑雪錦標賽     |
| 北歐式滑雪 | 飞翔式滑雪       | 世界飞翔式滑雪锦标赛     |
| 自由式滑雪 | 雪上技巧         | 世界自由式滑雪錦標賽     |
| 自由式滑雪 | 空中技巧         | 世界自由式滑雪錦標賽     |
| 自由式滑雪 | 滑雪追逐         | 世界自由式滑雪錦標賽     |
| 自由式滑雪 | 半管             | 世界自由式滑雪錦標賽     |
| 自由式滑雪 | 大跳台           | 世界自由式滑雪錦標賽     |
| 自由式滑雪 | 花樣滑雪         | （FIS已将其剥离）        |
| 單板滑雪   | 平行大曲道       | 世界單板滑雪錦標賽       |
| 單板滑雪   | 平行回转         | 世界單板滑雪錦標賽       |
| 單板滑雪   | 大跳台           | 世界單板滑雪錦標賽       |
| 單板滑雪   | 坡面障碍技巧     | 世界單板滑雪錦標賽       |
| 單板滑雪   | 单板滑雪障碍争先 | 世界單板滑雪錦標賽       |
| 單板滑雪   | 半管             | 世界單板滑雪錦標賽       |
| 残疾人滑雪 | 残疾人高山滑雪   | 世界残疾人高山滑雪锦标赛 |
| 残疾人滑雪 | 残疾人越野滑雪   | 世界残疾人越野滑雪锦标赛 |
| 残疾人滑雪 | 残疾人单板滑雪   | 世界残疾人单板滑雪锦标赛 |
| 其他       | 自由式单板       | 自由式单板世界巡回赛     |
| 其他       | 滑草             |                          |
| 其他       | 速度滑雪         | FIS速度滑雪锦标赛        |
| 其他       | 特里马滑雪       |                          |
| 其他       | 大师滑雪         |                          |
| 其他       | 轮式滑雪         |                          |

## 外部連結
- 官方网站
- YouTube上的国际滑雪和单板滑雪联合会頻道